# Sebastián Martínez y Pérez
Sebastián Martínez y Pérez (Treguajantes, La Rioja, 25 de novembre de 1747 – Múrcia, 24 de novembre de 1800) va ser un polític i comerciant espanyol il·lustrat, també va ser un col·leccionista de llibres, gravats i pintures.

## Biografia
malgrat que va néixer al Camero Viejo, es va establir a Cadis el 1771, on va ser tresorer del comitè de finances. Funda la societat de vins de Jerez de Martínez y Cía. que inicià l'exportació d'aquests vins al Regne Unit.
El 1799 va ser nomenat Tesorero Mayor del Reino i es va haver de traslladar a Madrid. Es va fer amic del pintor Francisco de Goya i ell el va retratar el 1792. Goya passà des de gener de 1793 sis mesos a la casa que Martínez tenia a Cadis, convalescent d'una greu malaltia que el va deixar sord. Allí va ser atès per Sebastián, i en agraïment Goya va intercedir l'any 1796 perquè aquest comerciant fos nomenat acadèmic de la Real Academia de Bellas Artes de San Fernando.
Entre els llibres que col·leccionava es troben tractats de Mengs, Muratori o Pedro Rodríguez de Campomanes, Feijoo i Jovellanos. En francès llibres de Boileau, Condillac, Descamps, Bosse o Dubois i Batteux. Entre els italians els de Baldinucci, Bellori, Lomazzo, Milizia i Vasari entre d'altres, amb la Storia dell Arti del disegno preso gli antichi (1783-1794) de Winckelmann i Le Arti de Bologna (1646), d'Annibale Carracci.
Entre els quadres comptava amb 743 obres de diversos gèneres, èpoques i procedències; es tractava de la col·lecció privada més important d'Europa en la seva època de Piranesi i de Hogarth, i alguns quadres de Velázquez i Murillo.